# 南方医科大学

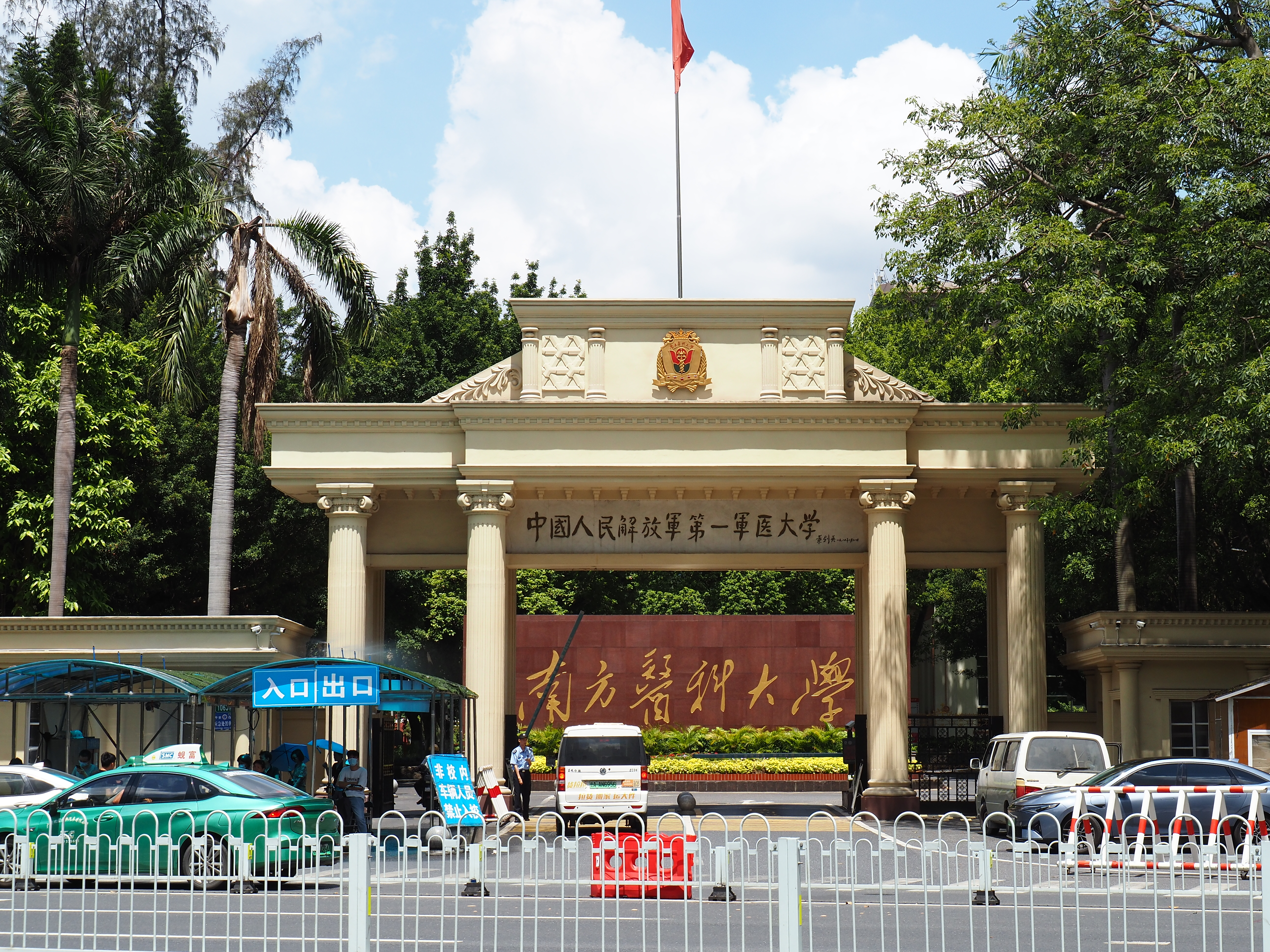
校本部东门

南方医科大学（英語：Southern Medical University），是一所位于中华人民共和国广东省的公立医科大学，前身为1951年8月创建于黑龙江省齐齐哈尔市的东北军区军医学校，后历经改制、更名和搬迁，于1970年2月迁至广东省广州市，1975年2月更名为中国人民解放军第一军医大学，2004年8月移交广东省人民政府，并更名为南方医科大学。学校于1979年成为全国重点大学，是現時13所廣東省高水平大學之一，是教育部、国家卫生健康委员会和广东省人民政府三方共建高校。南方医科大学注册地址为广东省广州市白云区沙太南路1023-1063号，现共有广州校本部和佛山顺德校区两个校区，以及南方医院、珠江医院等13所直属附属医院。

## 沿革
中国人民解放军第一军医大学
- 1951年8月，东北军区决定，为适应抗美援朝战争的需要，以中国人民解放军第二陆军医院为基础，创建中国人民解放军东北军区军医学校，校址位于齐齐哈尔。1951年10月30日正式成立，由东北军区后勤部卫生部直接领导，首任校长由东北军区后勤部卫生部副部长李资平担任[4][5][6]。
- 1953年1月，根据中央军委关于统一全军军医学校序列的要求，更名中国人民解放军第十一军医中学。学制两年，培养为部队卫生保健服务的军医（医助）[4][6]。
- 1954年5月，根据全军《军医中学整编方案》，学校改称中国人民解放军第十一军医学校。学制3年，培养目标为二级军医[4][5][6]。
- 1956年1月18日，学校转由中国人民解放军总后勤部领导[6]。1956年3月，学校及附属医院由沈阳军区移交中国人民解放军总后勤部领导[5]。
- 1958年6月，学校集体转业，移交中华人民共和国卫生部领导[5]（一说移交黑龙江省政府领导[4][6]），第十一军医学校与第二一六四医院合并，更名“齐齐哈尔医学院”，升格为高等医学专业学院。学制由原来的3年改为5年[5][6]。
- 1962年1月，学校（含附属医院）重归中国人民解放军总后勤部建制[5]。校名为“中国人民解放军齐齐哈尔医学院”。学制3年，主要培养在职军队干部[4][6]。
- 1966年10月21日，更名“中国人民解放军军医学院”[5][6]。
- 1969年8月，学校迁往湖南省长沙市[5]。当时学校接到中国人民解放军总后勤部的文件通知：经中央批准，学校从齐齐哈尔市迁至湖南省长沙市原中国人民解放军工程兵学院校址内。1969年10月3日，调迁行动正式开始[4]。
- 1970年2月4日，接中国人民解放军总后勤部文件通知：经国务院总理周恩来批准，国务院、中央军委将广东省广州市石牌当时已停办的暨南大学校舍和营房拨给总后勤部军医学院使用，仍称“中国人民解放军军医学院”，并迁驻广州市原暨南大学校址[4][6][7]。由广州军区代管[6]。
- 1970年4月，中国人民解放军广州军区卫生学校并入[7]。
- 1975年7月24日，中央军委〔75〕军字第95号文件批复，同意将原由广州军区代管的军医学院改由中国人民解放军总后勤部领导，“为统一番号序列，原中国人民解放军军医学院改为第一军医大学并隶属总后勤部建制”。自此，更名中国人民解放军第一军医大学[4][6][7]。
- 1976年，学校增设中医系[6]。
- 1978年2月，中国人民解放军总参谋部将福州军区所属中国人民解放军第一〇三医院列入第一军医大学编制，作为第二附属医院（对外称珠江医院），原附属医院为第一附属医院（对外称南方医院）[6]。
- 1978年，原暨南大学恢复办学；1978年4月，在叶剑英关怀下，中央军委批准第一军医大学新址定于广州市东北郊麒麟岗[4][6][7]。
- 1978年，学校学制改为4年，面向全国招生[6]。
- 1979年，被确定为全国重点院校，学制改为5年，并开始招收硕士研究生[6]。
- 1980年2月，叶剑英亲笔题写校名[4][6]。
- 1992年11月，中国人民解放军广州军区卫生学校再次并入，成为第一军医大学护理系[6][7]。
- 1993年6月，第一军医大学护理系系址及绝大部分人员分出，划归广州军区，改建中国人民解放军广州医学高等专科学校[6][7]。
- 1999年7月，中国人民解放军广州医学高等专科学校再次并入[6]。
- 2004年，被批准为全国首批8所试办八年制医学教育的高等院校之一。

中国人民解放军广州医学高等专科学校
- 1964年10月，由中国人民解放军广州军区护士学校和中国人民解放军广州军区总医院、中国人民解放军第一六三医院、中国人民解放军第三〇三医院办的医训班合并，成立中国人民解放军广州军区卫生学校，校址在广东省广州市赤岗[7]。
- 1970年4月，并入中国人民解放军军医学院[7]。
- 1974年8月，从军医学院分出，组建中国人民解放军广州军区军医学校，隶属广州军区后勤部。校本部设有训练部、政治部、校务部，辖一所教学医院（中国人民解放军第一九七医院）[7]。
- 1986年7月，更名中国人民解放军广州军区卫生学校[7]。
- 1992年11月，并入中国人民解放军第一军医大学，改称中国人民解放军第一军医大学护理系[7]。
- 1993年6月，回归广州军区后勤部建制，更名中国人民解放军广州医学高等专科学校[7]。
- 1999年7月，全军院校体制编制调整，并入中国人民解放军第一军医大学[6]。

南方医科大学
- 2003年11月，在全军第十五次院校工作会议上，中央军委决定将第一军医大学整体移交地方，以响应全军编制体制调整改革[4][8]。
- 2004年5月29日，《国务院办公厅　中央军委办公厅关于军需大学等四所军队院校移交归属意见的复函》（国办函〔2004〕40号）发出，决定“第一军医大学，移交广东省管理，独立办学。”[9]
- 2004年8月24日，第一军医大学移交广东省地方办学仪式在军医大礼堂举行，中国人民解放军第一军医大学整体移交广东省，更名南方医科大学[4][8]。

## 历任领导
中国人民解放军第一军医大学
| 校长 - 李资平（1951年—？，东北军区军医学校校长） - 王义之（1953年3月—？，第十一军医中学校长、第十一军医学校校长、黑龙江省齐齐哈尔医学院院长兼嫩江专署专员、中国人民解放军齐齐哈尔医学院院长） - 阮汉清（？—1970年9月，中国人民解放军齐齐哈尔医学院、中国人民解放军军医学院院长） - 赵云宏（1970年9月—1975年6月，中国人民解放军军医学院院长；1975年7月—1990年6月，第一军医大学校长） - 陈景藻 少将（1990年6月—1991年8月） - 杨根远 少将（1991年8月—1996年3月） - 白书忠 少将（1996年3月—1998年8月） - 李康 少将（1998年8月—2004年6月） - 郑木明 少将（2004年6月—8月） | 政治委员 - 刘钊（？—？，第十一军医学校政治委员） - 章策（1962年1月—？，中国人民解放军齐齐哈尔医学院政治委员） - 张云青（？—？，中国人民解放军齐齐哈尔医学院、中国人民解放军军医学院政治委员） - 王彬（？—？，中国人民解放军军医学院、第一军医大学政治委员） - 郝德章（？—？） - 王怀祥 少将（？—？） - 孙树林 少将（？—？） - 雷杰 少将（1994年7月—？） - 孙思敬 少将（？—2002年10月） - 江帆 少将（？—？） - 文义民 少将（2004年5月—8月） |

南方医科大学
| 校长 - 郑木明（2004年8月—2011年10月） - 陈敏生（2011年10月—2013年4月） - 余艳红（2013年4月—2018年1月） - 黎孟枫（2019年5月－2025年6月） - 马骊（2025年6月－） | 党委书记 - 文义民（2004年8月—2012年5月） - 陈敏生（2012年5月—2023年3月，任内接受调查） - 张玉润（2023年9月—） |

## 附属医院
| 医院                                                                                    | 院系           | 等级     | 原医院                                        | 建院   | 院本部       | 其他院区/分院                                                                                              |
| --------------------------------------------------------------------------------------- | -------------- | -------- | --------------------------------------------- | ------ | ------------ | --- |
| 南方医科大学南方医院 （南方医科大学第一附属医院）                                       | 第一临床医学院 | 三级甲等 |                                               | 1941年 | 广州市白云区 | 江高院区（广州市白云区江高镇，原南方医科大学江都医院，2013年并入） 增城院区（广州市增城区）                |
| 南方医科大学珠江医院 （南方医科大学第二附属医院）                                       | 第二临床医学院 | 三级甲等 |                                               | 1947年 | 广州市海珠区 | |
| 南方医科大学第三附属医院 （广东省骨科研究院、广东省骨科医院）                           | 第三临床医学院 | 三级甲等 | 广东省邮电医院                                | 1953年 | 广州市天河区 | |
| 南方医科大学中西医结合医院 （南方医科大学第四附属医院、南方医科大学中西医结合肿瘤中心） | 中医药学院     | 三级甲等 |                                               | 2006年 | 广州市海珠区 | |
| 南方医科大学第五附属医院                                                                | 第三临床医学院 | 三级甲等 | 广州从化县人民医院→广州从化市中心医院         | 1950年 | 广州市从化区 | |
| 南方医科大学深圳医院                                                                    | 深圳临床医学院 | 三级甲等 |                                               | 2015年 | 深圳市宝安区 | |
| 南方医科大学第七附属医院 （佛山市南海区中心医院）                                       | 第二临床医学院 | 三级     | 佛山市南海区里水医院→佛山市南海区第三人民医院 | 1958年 | 佛山市南海区 | |
| 南方医科大学第八附属医院 （佛山市顺德区第一人民医院）                                   | 康复医学院     | 三级甲等 | 顺德县人民医院→佛山市顺德区第一人民医院       | 1927年 | 佛山市顺德区 | 顺德医院附属杏坛医院（二级甲等，顺德区杏坛镇） 顺德医院附属陈村医院（二级甲等，顺德区陈村镇）              |
| 南方医科大学皮肤病医院 （南方医科大学第九附属医院、广东省皮肤病医院）                   | 第一临床医学院 | 三级甲等 | 广东省皮肤病防治院                            | 1964年 | 广州市越秀区 | 白云院区（广州市白云区，正在建设中） 珠江新城医学美容中心（广州市天河区） 番禺门诊部（筹）（广州市番禺区） |
| 南方医科大学第十附属医院 （东莞市人民医院）                                             | 深圳临床医学院 | 三级甲等 |                                               | 1888年 | 东莞市       | 红楼院区（东莞市万江街道，包含中心门诊部） 普济院区（东莞市东城街道，包含第二门诊部）                      |
| 南方医科大学附属广东省人民医院 （广东省人民医院）                                       | 省医临床医学院 | 三级甲等 |                                               | 1946年 | 广州市       | |
| 南方医科大学口腔医院 （广东省口腔医院、广东省牙病防治指导中心）                         | 口腔医学院     | 三级甲等 |                                               | 1962年 | 广州市海珠区 | 海珠广场院区（广州市越秀区） 番禺院区（广州市番禺区） 盘福院区（广州市越秀区）                             |
| 南方医科大学深圳口腔医院 （广东省深圳牙科医疗中心）                                     | 口腔医学院     | 三级     |                                               | 1983年 | 深圳市罗湖区 | |
| 南方医科大学深圳口腔医院（坪山） （深圳市第二口腔医院）                                 | 口腔医学院     | 三级     |                                               | 2019年 | 深圳市坪山区 | |
| 南方医科大学坪山医院 （深圳市坪山区人民医院）                                           | 深圳临床医学院 | 三级     |                                               | 1958年 | 深圳市坪山区 | |
| 南方医科大学妇女儿童医学中心 （深圳市妇幼保健院）                                       | 深圳临床医学院 | 三级甲等 |                                               | 1979年 | 深圳市福田区 | |
| 南方医科大学深圳眼科医学中心 （深圳市眼科医院）                                         | 深圳临床医学院 | 三级甲等 |                                               | 1983年 | 深圳市福田区 | |

## 排名声誉
在2025年软科中国医药类大学排名中，学校位列全国第3名。

### 争议
2024年5月10日，该校教师俞莉老师发现其科室的患儿病情危重，为救人而耽误上课29分钟，被校方扣除当月2000元奖金、全校通报批评以及取消年度考评评优评先资格。该校的处分引发争议。该校在6月16日回应称，“始终坚持生命至上”、“后续将跟进处理”。